# Шабля Леонід Іванович
Леонід Іванович Шабля — краєзнавець і громадський діяч, автор краєзнавчих книг, учасник АТО, голова ГО «Лубенська районна спілка ветеранів АТО»

## Життєпис
З 18 березня 2015 по 14 квітня 2016 року брав участь в антитерористичної операції на сході України.

## Творчість
Автор книг «Вірні серцем Україні», «Обпалені вогнем Донбасу», «Стрижалі пам'яті»

## Відзнаки
- Орден «За заслуги» III ступеня[1]
- Лубенська районна літературно-мистецька премія імені Василя Симоненка у номінації «Журналістика та публіцистика» (2022).[2]